# 분당수서도시고속화도로
분당수서도시고속화도로는 경기도 성남시 분당구 구미동 용인시계와 서울특별시 강남구 수서동 수서 나들목을 잇는 도시고속화도로로 대부분의 구간이 자동차 전용도로이다. 성남시 분당구를 통과하는 일부 구간 (이매동 매송 지하차도 ~ 야탑동 탄천종합운동장)이 주변 지역의 소음 피해로 분당내곡로 판교신도시 광장지하차도처럼 지하화 사업이 추진중이다.
"분당 ~ 수서도시고속화도로"라는 이름은 분당신도시와 수서 나들목까지의 고속화도로 구간만을 가리키는 표현이나, 동부간선도로 한강 이남 구간까지 포함하여 부르는 명칭으로 점차 굳어졌다. 그렇게 굳어진 결과 2009년 7월 10일에 도로명주소를 부여하면서 성남시 분당구 구미동과 서울특별시 송파구 자양동 간의 도로 전체 구간에 대하여 분당수서로라는 이름이 부여되어 현재에 이른다.

## 연혁
- 1990년 12월 : 분당 ~ 장지 도시고속화도로 6.7km 구간 착공
- 1992년 10월 : 장지 ~ 수서 도시고속화도로 3.6km 구간 착공
- 1994년 9월 2일 : 분당 ~ 장지 도시고속화도로 6.7km 구간 개통[4]
- 1995년 2월 14일 : 분당 ~ 수서 도시고속도로(성남시 분당구 사송동 ~ 수정구 복정동) 5.92km 구간을 자동차 전용도로로 지정[5]
- 1997년 1월 24일 : 연장구간인 백현동 ~ 금곡동 5.378km 구간 개통[6]
- 1997년 3월 24일 : 성남시 분당구 사송동 ~ 수내동 4.024km 구간을 자동차 전용도로로 지정[7]
- 2008년 12월 30일 : 풍덕천 ~ 수서.분당 연결도로 개통[8]

## 경유지
경기도
- 성남시 (분당구 - 중원구 - 수정구)

## 노선
- 시설물
  - IC : 나들목(Interchange)
  - IS : 삼거리 또는 사거리 형태의 교차로(Intersection)
- (■): 자동차 전용도로 구간

| 종류                | 이름               | 접속 노선                                                             | 소재지     | 소재지 | 비고                                    |
| ------------------- | ------------------ | --------------------------------------------------------------------- | ---------- | ------ | --------------------------------------- |
| IS                  | 농수산물센터사거리 | 용구대로 성남대로 성남대로2번길                                       | 성남시     | 분당구 | 기점                                    |
|                     | 성남농수산물센터   |                                                                       | 성남시     | 분당구 |                                         |
| IS                  | 경기고속삼거리     | 탄천상로                                                              | 성남시     | 분당구 |                                         |
| BR                  | 동막천1교          |                                                                       | 성남시     | 분당구 |                                         |
| IC                  | (이름 없음)        | 연결도로 (용구대로2469번길)                                           | 성남시     | 분당구 | 서울 방면 진출 불가 성남 방면 진입 불가 |
| IS                  | 금곡고가차도       | 돌마로 지방도 제334호선 (동막로) 국가지원지방도 제23호선 (대왕판교로) | 성남시     | 분당구 | 서울 방면 진출 불가 성남 방면 진입 불가 |
| IS                  | (이름 없음)        | 미금로                                                                | 성남시     | 분당구 | 서울 방면만 진출입 가능                 |
| IS                  | (이름 없음)        | 금곡로                                                                | 성남시     | 분당구 | 서울 방면만 진출입 가능                 |
| IS                  | (이름 없음)        | 불정로                                                                | 성남시     | 분당구 | 정자지하차도 구간                       |
| IS                  | (이름 없음)        | 정자로                                                                | 성남시     | 분당구 | 정자지하차도 구간                       |
| IS                  | (이름 없음)        | 느티로                                                                | 성남시     | 분당구 | 서울 방면만 진출입 가능                 |
| IS                  | (이름 없음)        | 성남대로407번길                                                       | 성남시     | 분당구 | 백현지하차도 구간                       |
| IS                  | 잡월드사거리       | 백현로                                                                | 성남시     | 분당구 | 백현지하차도 구간                       |
| IS                  | 수내사거리         | 분당내곡로 수내로                                                     | 성남시     | 분당구 | 초림지하차도 구간                       |
| IS                  | 서현교사거리       | 분당로 동판교로60번길                                                 | 성남시     | 분당구 | 서현지하차도 구간                       |
| IS                  | 매송사거리         | 국가지원지방도 제57호선 (서현로)                                      | 성남시     | 분당구 | 매송지하차도 구간                       |
| IS                  | (이름 없음)        | 이매로                                                                | 성남시     | 분당구 | 서울 방면만 진출입 가능                 |
| BR                  | 매송2교            |                                                                       | 성남시     | 분당구 |                                         |
| IS                  | 벌말사거리         | 판교로                                                                | 성남시     | 분당구 | 벌말지하차도 구간                       |
| IS                  | (이름 없음)        | 야탑로                                                                | 성남시     | 분당구 | 서울 방면만 진출입 가능                 |
| IS                  | (이름 없음)        | 탄천로 장미로                                                         | 성남시     | 분당구 | 서울 방면 진출만 가능                   |
| BR                  | 탄천교             |                                                                       | 성남시     | 분당구 |                                         |
| BR                  | 탄천교             | 중원구                                                                | 성남시     |        |                                         |
| BR                  | 대원천고가교       |                                                                       | 성남시     |        |                                         |
| IC                  | 탄천 나들목        | 산성대로                                                              | 성남시     |        |                                         |
| IC                  | 탄천 나들목        | 산성대로                                                              | 성남시     | 수정구 |                                         |
| BR                  | 독정천교           |                                                                       | 성남시     |        |                                         |
| TN                  | 태평지하차도       |                                                                       | 성남시     |        |                                         |
| IC                  | 복정 교차로        | 헌릉로 국도 제3호선 송파대로                                          | 서울특별시 | 송파구 |                                         |
| IC                  | 위례 나들목        | 탄천동로                                                              | 서울특별시 | 송파구 |                                         |
| IC                  | 자곡 나들목        | 자곡로                                                                | 서울특별시 | 강남구 |                                         |
| IC                  | 수서 나들목        | 국가지원지방도 제23호선 (양재대로)                                    | 서울특별시 | 강남구 |                                         |
| 동부간선도로와 직결 |                    |                                                                       |            |        |                                         |

## 같이 보기
- 동부간선도로
- 분당내곡로